# Gabriel Leńczyk
Gabriel Leńczyk (ur. 20 lutego 1885 w Husowie, zm. 23 czerwca 1977 w Krakowie) – archeolog.

## Życiorys
Urodził się w rodzinie chłopskiej w Husowie. Uczył się w szkole ludowej w Husowie, a od 1901 roku w szkole miejskiej w Łańcucie. W 1907 roku ukończył Seminarium Nauczycielskie w Rzeszowie. W latach 1907–1946 pracował jako nauczyciel rysunków i muzyki  w Leżajsku, Rudniku nad Sanem, Ulanowie, Mogilanach, Kętach i Krakowie. Podczas I wojny światowej służył w armii austriackiej walcząc na froncie rosyjskim i włoskim. W 1918 roku wstąpił do polskiej armii i brał udział w walkach pod Przemyślem. Ponieważ miał tylko maturę seminaryjną, aby studiować w 1927 roku zdał w VII Gimnazjum w Krakowie maturę gimnazjalną. Wcześniej w 1924 roku jako wolny słuchacz studiował język polski i historię sztuki. Zdanie matury pozwoliło mu na studiowanie filologii polskiej, historii sztuki i prehistorii na Uniwersytecie Jagiellońskim w Krakowie. W 1929 roku obronił pracę doktorską Przedhistoryczne znaleziska żelazne w zbiorach krakowskich. Podczas II wojny pomagał w ratowaniu zbiorów archeologicznych i etnograficznych PAU. Gdy podczas wojny Niemcy prowadzili na Rynku prace przy zbiorniku przeciwpożarowym potajemnie wykonywał jej dokumentację. Po wojnie pracował w Muzeum Archeologicznym w Krakowie. Pełnił funkcję kustosza, wicedyrektora, kierownika działu wczesnego średniowiecza, a nawet przez kilka miesięcy w 1955 roku, dyrektora. Kierował wykopaliskami na Wawelu, w Tyńcu, Poznachowicach Górnych, Dobczycach i innych. Przeszedł na emeryturę w 1971 roku, ale pracował jeszcze do 1976 roku. Pochowany na cmentarzu w Bronowicach Wielkich.